# Esta es para hacerte feliz
«Esta es para hacerte feliz» fue el primer sencillo del álbum solista homónimo de Jorge González.
La canción está dedicada a su hijo (que aparece al final del videoclip promocional, ambientado en una playa de Caldera, Chile). Disfrutó de un éxito discreto en Chile y Latinoamérica, popularizándose con el paso de los años.

## Versiones
Gepe interpretó la canción en el concierto de regreso-homenaje a González, realizado en el Movistar Arena de Santiago el 27 de noviembre de 2015.
En 2016, el cantante de música tropical Américo realizó una versión swing de la canción para el programa Puro Chile de TVN.
- Datos: Q618242